# Drain (Oregon)
Drain é uma cidade localizada no estado norte-americano de Oregon, no Condado de Douglas.

## Demografia
Segundo o censo norte-americano de 2000, a sua população era de 1021 habitantes.
Em 2006, foi estimada uma população de 1042, um aumento de 21 (2.1%).

## Geografia
De acordo com o United States Census Bureau tem uma área de
1,4 km², dos quais 1,4 km² cobertos por terra e 0,0 km² cobertos por água. Drain localiza-se a aproximadamente 98 m acima do nível do mar.

## Localidades na vizinhança
O diagrama seguinte representa as localidades num raio de 32 km ao redor de Drain.